# Misako Watanabe
Misako Watanabe (渡辺 美佐子 Watanabe Misako?) (nacida en Tokio, 23 de octubre de 1932) es una actriz japonesa.

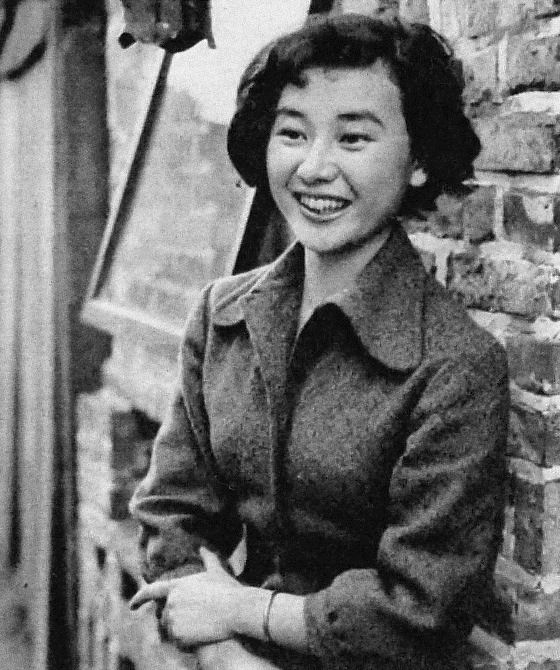
Imagen de Misako Watanabe

Es graduada de la Haiyuza Theatre Company. En 1997 recibió el Premio Shiju Hosho (紫綬褒章) y en 2004 la Orden del Sol Naciente.

## Papeles
| Fecha | Trabajo                            | Papel                                |
| ----- | ---------------------------------- | ------------------------------------ |
| 1962  | Being Two Isn't Easy               | Tía                                  |
| 1963  | Brave Records of the Sanada Clan   |                                      |
| 1963  | Bushido, Samurai Saga              | Yasu, la esposa de Sajiemon          |
| 1964  | Kwaidan                            | Segunda Esposa (segmento "Kurokami") |
| 1977  | Nogiku no Hana (película de la TV) | Mother                               |
| 1982  | Tattoo Ari                         |                                      |
| 2010  | Shiawase no Pan                    | Aya                                  |
| 2013  | Fune wo Amu                        | Take Hayashi                         |